# Элементарный ареал агроландшафта
Элементарный ареал агроландшафта — участок на элементе мезорельефа, ограниченный элементарной почвенной структурой (реже — элементарным почвенным ареалом) при одинаковых геологических и микроклиматических условиях. Для почв элементарного ареала агроландшафта характерно наличие пахотного горизонта (АПАХ).

## Описание
Наиболее значимыми природными условиями, определяющими функционирование ландшафтов, являются рельеф, литология, климат, влияние грунтовых вод, растительность, почвенный покров. Их агроэкологическая оценка составляет основной предмет ландшафтного анализа, который проводится по отношению к каждому ЭАА как элементарной структурной единице агроландшафта. Число оцениваемых параметров зависит от уровня интенсификации производства. Эти параметры в дальнейшем ранжируются в структурной иерархии ландшафта согласно ландшафтно-экологической классификации земель.
Каждый ЭАА в системе агроэкологической оценки рельефа должен получить следующие характеристики: приуроченность к форме мезорельефа (увал, холм, лощина и т. д.); приуроченность к элементу мезорельефа (вершина, склон, днище и т. д.); приуроченность к определённой части склона и его форме (нижняя, средняя или верхняя часть прямого, выпуклого или вогнутого склона); крутизна склона; форма в плане (характер водосбора — рассеивающий, собирающий, прямой); экспозиция (теплая, холодная, нейтральная); расстояние от водораздела; микрорельеф.
Близкие по условиям возделывания сельскохозяйственных культур ЭАА объединяют в агроэкологические типы земель, то есть участки однородные по агроэкологическим требованиям культуры и условиям возделывания. При этом рассматриваются не только реальные возможности использования ЭАА, исходя из фактического их состояния, но и перспективные с учётом преодоления лимитирующих факторов.
Часть этих факторов поддается регулированию или даже управлению, часть можно регулировать ограниченно, а часть факторов не поддается направленному изменению вообще, к ним можно лишь адаптироваться.